# مادة نشطة عصبيا طبيعية
مادة نشطة عصبيًا طبيعية  (اختصارًا NAS) هي مادةٌ كيميائيةٌ تصطنع بواسطة العصبونات التي تؤثر على أفعال العصبونات الأخرى أو الخلايا العضلية. تتضمن المواد النشطة عصبيًا الطبيعية النواقل العصبية والهرمونات العصبية والمعدلات العصبية. تعمل النواقل العصبية فقط بين العصبونات المتجاورة من خلال المشابِك العصبيَّة. تُفرز الهرمونات العصبية في الدم وتعمل عن بعد. تعمل بعض المواد النشطة عصبيًا الطبيعية نواقل وهرمونات في نفس الوقت.